# Loppen
Loppen er et hus, som især benyttes som spillested for musik, beliggende i fristaden Christiania på Christianshavn i København. 
Loppen blev indviet 17. maj 1973, og hed dengang Christianias Viking Jazz Club. Senere skiftede spillestedet navn og blev således opkaldt efter det loppemarked, som lå nedenunder de nuværende lokaler. Spillestedet var fra 2000 til 2016 udnævnt til regionalt spillested og modtog støtte fra staten og Københavns Kommune.